# 第7軍 (美國)
第七軍（英語：VII Corps）是冷戰時美國駐歐陸軍兩個主要的軍級部隊之一。最初成立於一戰。在第二次世界大戰時重新建軍。於1946年裁撤。在從1950年又重新成立，並一直派駐西德。直到冷戰結束，該軍重新部署到美國國內，並於1992年解散。

## 冷戰

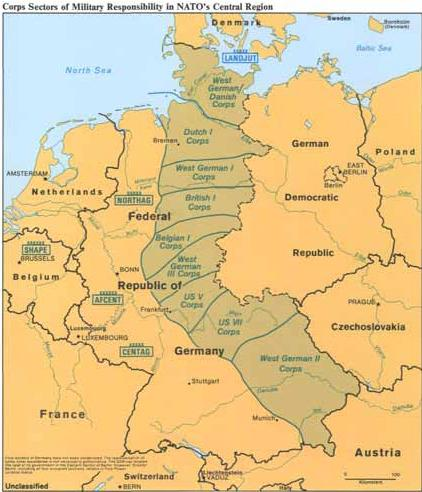
北約部隊在西德的部置

第七軍在80年代的部置

從1950年起，在整個冷戰時期，第7軍一直處於北約與華沙條約組織對持的最前線。第7軍以及第5軍為美軍派駐於德國的兩個主要的作戰編隊。第7軍司令部設在斯圖加特的凱利軍營。
到1989年，美国第七军战斗序列如下：
- 美国第七军軍部 - 西德斯图加特
- 第1装甲师 - 安斯巴赫
  - 第1旅 - 菲尔塞克
    - 第13装甲团1营
    - 第37装甲团1营
    - 第6步兵团机械化1营

  - 第2旅 - 埃朗根
    - 第35装甲团1营
    - 第70装甲团2营
    - 第81装甲团2营
    - 第6步兵团机械化2营

  - 第3旅 - 班贝格
    - 第35装甲团3营
    - 第6步兵团机械化7营
    - 第54步兵团机械化1营

  - 第4旅 （航空） - 卡特尔巴赫
    - 第1骑兵团1中队 - 安斯巴赫
    - 第1航空团攻击直升机2中队
    - 第1航空团攻击直升机3中队
    - 第1航空团G连
    - 第1航空团H连

  - 第1装甲师师属炮兵群 - 齐恩多夫
    - 第1野战炮兵团2营
    - 第1野战炮兵团3营
    - 第1野战炮兵团6营
    - 第94野战炮兵团A连

  - 第1装甲师师属通信群 - 菲尔特
  - 第16战斗工兵营 - 菲尔特
  - 第59防空团2营 - 施瓦巴赫
  - 第501军事情报营 （CEWI） - 安斯巴赫
  - 第501宪兵连 - 卡特尔巴赫
  - 第69防化连 - 卡特尔巴赫
- 第3步兵师（机械化） - 维尔茨堡
  - 第1旅 - 施韦因富特
    - 第64装甲团2营
    - 第64装甲团3营
    - 第30步兵团机械化1营
    - 第30步兵团机械化2营

  - 第2旅 - 基青根
    - 第63装甲团3营
    - 第64装甲团1营
    - 第15步兵团机械化1营

  - 第3旅 - 阿沙芬堡
    - 第68装甲团4营
    - 第7步兵团机械化1营
    - 第7步兵团机械化4营

  - 第4旅 （航空） - 吉伯尔施塔特
    - 第4骑兵团4中队 - 施韦因富特
    - 第3航空团攻击直升机2营
    - 第3航空团攻击直升机3营
    - 第3航空团G连
    - 第3航空团H连

  - 第3步兵师师属炮兵群 - 基青根
    - 第41野战炮兵团2营
    - 第41野战炮兵团5营
    - 第41野战炮兵团6营
    - 第76野战炮兵团A连

  - 第3步兵师师属通信群 - 维尔茨堡
  - 第10战斗工兵营 - 基青根
  - 第3防空团4营 - 维尔茨堡
  - 第103军事情报营 - 维尔茨堡
  - 第3宪兵连 - 维尔茨堡
  - 第92防化连 - 维尔茨堡
- 第1步兵师（机械化）

第1步兵师是一个返德者单位，平常驻守于堪萨斯州莱利堡，一旦有事将在一周内将人员空运到第7军防区内的西德曼海姆接收库存的装备并投入战斗。为此其平时在西德预部署1个旅。
- - 第3旅 （预部署） - 哥平根
    - 第34装甲团3营：M1A1
    - 第16步兵团机械化1营：M113
    - 第16步兵团机械化4营：M113
    - 第5野战炮兵团2营：24辆M109A3
    - 第1战斗工兵营D连：
    - 防空连：9辆自行火神，12管毒刺
- 第2装甲骑兵团 - 纽伦堡
  - 第2骑兵团装甲1、2、3中队
  - 第2骑兵团空中4中队
  - 第84战斗工兵连
  - 防空连
- 第11战斗航空旅 - 伊勒斯海姆
  - 第229航空团攻击直升机4营
  - 第6空中骑兵团2中队 （攻击）
  - 不明番号攻击直升机营 （国民警卫队）
  - 不明番号航空营
  - 不明番号航空营
  - 不明番号航空营
- 第17野战炮兵旅 - 奥格斯堡
  - 第17野战炮兵团5营
  - 第6野战炮兵团1营
  - 第17野战炮兵团6营
  - 第12野战炮兵团4营
- 第72野战炮兵旅 - 韦尔特海姆
  - 第5野战炮兵团6营
  - 第10野战炮兵团6营
  - 第13野战炮兵团4营
  - 第12野战炮兵团3营
- 第210野战炮兵旅 - 黑措根奥拉赫
  - 第17野战炮兵团3营
  - 第5野战炮兵团3营
  - 第41野战炮兵团7营
  - 第27野战炮兵团4营
- 第7工兵旅 - 科恩韦斯特海姆
  - 第9战斗工兵营
  - 第78战斗工兵营
  - 第82战斗工兵营
  - 第237战斗工兵营
  - 第563工兵营
  - 第565工兵营
- 第14宪兵旅 - 西德路德维希堡

## 波斯灣戰爭
1990年，薩達姆的軍隊入侵科威特。第7軍立刻被部署到沙特阿拉伯。其戰鬥編隊為第1裝甲師，第3裝甲師及第1步兵師、第1騎兵師及第2裝甲騎兵團。在「沙漠軍刀」行動中，第7軍向伊國南部地區實施迂迴攻擊，滲透並包圍伊拉克共和國衛隊的防區。對共和國衛隊展開圍殲，並防禦科威特的北方。

## 解散
在波斯灣戰爭結束後，作為冷戰後美國國防支出削減的一部分，第7軍解散，其下部隊亦進行重新分配。一些部隊留在德國，並重新分配給第5軍及美國駐歐陸軍。第7軍於1992正式解除編制。